# 王老五
《王老五》是中国1937年拍摄的一部电影，由蔡楚生导演，江青（当时艺名“蓝苹”）担任女主角，联华影业公司出品，1938年4月3日於上海新光大戏院首映。影片塑造了上海滩的贫民生活。男主人翁“王老五”后来成了大龄单身男性的代名词。

## 剧情
|                      | 本劇所描寫的，全是些平凡渺小的人渣——他們生既不知其所自來，死也不知其所自去。 時間——在距今十幾年前。 |
| ——《王老五》影片文案 | |

王老五（王次龙饰）是个流浪汉，虽然生性善良，但由于贫困，35岁了还没有成家。他爱着邻家的穷姑娘（藍蘋饰），在姑娘父亲去世时，帮助安葬了他。姑娘因此对王老五产生了好感，并嫁给了他。
婚后两人生了四个儿女，继续过着贫苦的生活。不久，一·二八事变爆发，汉奸工头收买王老五纵火烧毁棚户区，在王老五准备放火时，察觉到了工头残害穷人的阴谋，便将手榴弹向工头掷去。工头开枪打伤了王老五，烧了他的棚屋，反诬其为汉奸。火光引来日本飞机掷弹轰炸，棚户区被毁，王老五也被炸死。
影片的最后，王妻在血泪交流中抬起头，将孩子们搂在怀中。

## 演员
- 王次龙 饰 王老五
- 蓝蘋 饰 李女（王妻）
- 殷秀岑 饰 阿廣
- 韩兰根 饰 阿毛
- 洪警铃 飾 刀疤老洪
- 尚冠武 飾 老李
- 何剑飞 飾 酒店主
- 李淑貞 饰 毛妻
- 嚴斐 飾 福妻
- 渙渤 飾 福子
- 江桂蘭 飾 福女
- 傅繼秋 饰 店夥甲
- 裴 飾 店夥乙
- 秦海郵 飾 王長子
- 周圓圓 飾 王次子
- 秦玲 飾 王三女
- 熊塞聲 飾 使女
- 溫容 飾 車主

## 幕後
- 劇務主任：孟君謀、屠恆福
- 佈景：張漢臣
- 錄音：鄺護
- 音響：耿幼庭
- 剪輯：陳祥興
- 配樂：林志音

## 歌曲
- 作词：安娥
- 作曲：任光

## 影响
《王老五》中的男主人翁35岁还未结婚，影片中有插曲唱出了王老五的单身生活：“王老五呀王老五，说你命苦真命苦，白白活了三十五，衣裳破了没人补。哎呀呀王老五，衣裳破了没人补哇，依呀呀得儿喂，锅里有水没米煮，依呀呀得儿喂，可怜可怜王老五，天天害得相思苦……”
后来“王老五”就成了大龄单身男性的代名词。
1993年的香港电影《射鵰英雄傳之東成西就》，梁家輝和張國榮对唱的一幕，是改编自这段插曲。